# Jean-Joseph Carriès
Jean-Joseph Marie Carriès, född 15 februari 1855, död 1 juli 1894, var en fransk skulptör och keramiker.
Carriès, som var autodidakt, väckte uppmärksamhet genom sina kraftfullt modellerade byster, bland annat en av Frans Hals (idag på Göteborgs konstmuseum). Främst blev han dock känd för sina originella lergodsarbeten, åt vilka en sal i Petit palais i Paris är upplåten.